# Mike Eruzione
Michael Eruzione, född 25 oktober 1954 i Winthrop i Massachusetts, är en amerikansk före detta ishockeyspelare. Han var lagkapten för det amerikanska landslag som överraskande tog guld i OS 1980 i Lake Placid. Han gjorde också det avgörande målet mot Sovjetunionen i finalserien, en match som blivit känd som Miracle on Ice. USA tog sedan guldet efter att även ha besegrat Finland. 
Vid tiden för OS-turneringen spelade Eruzione i laget Toledo Goaldiggers i International Hockey League. Efteråt blev han erbjuden kontrakt av New York Rangers men valde istället att avsluta sin karriär, då han menade att han inte kunde uppnå något större än vad han redan gjort.
Mike Eruzione tände den olympiska elden under de Olympiska vinterspelen 1980 i Lake Placid.